# Skandinavien
Skandinavien är ett geografiskt område i norra Europa som omfattar Danmark, Norge och Sverige, där man talar nordiska språk.

## Geografi

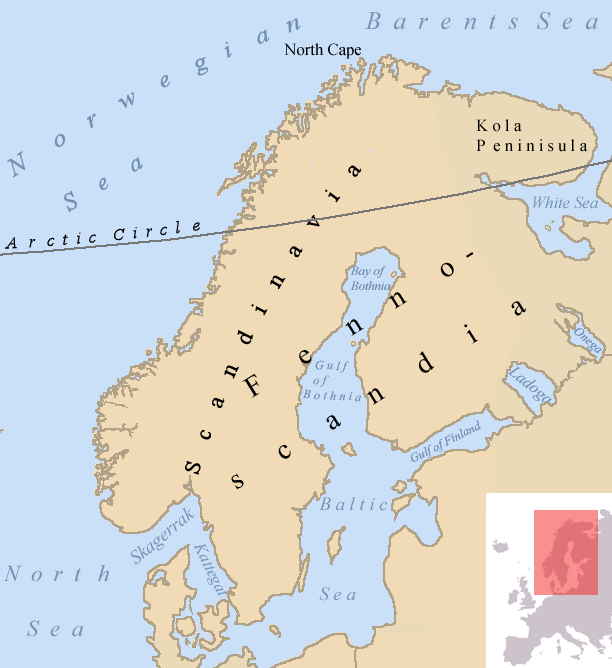
Skandinavien respektive Fennoskandia i kulturell och geografisk bemärkelse.

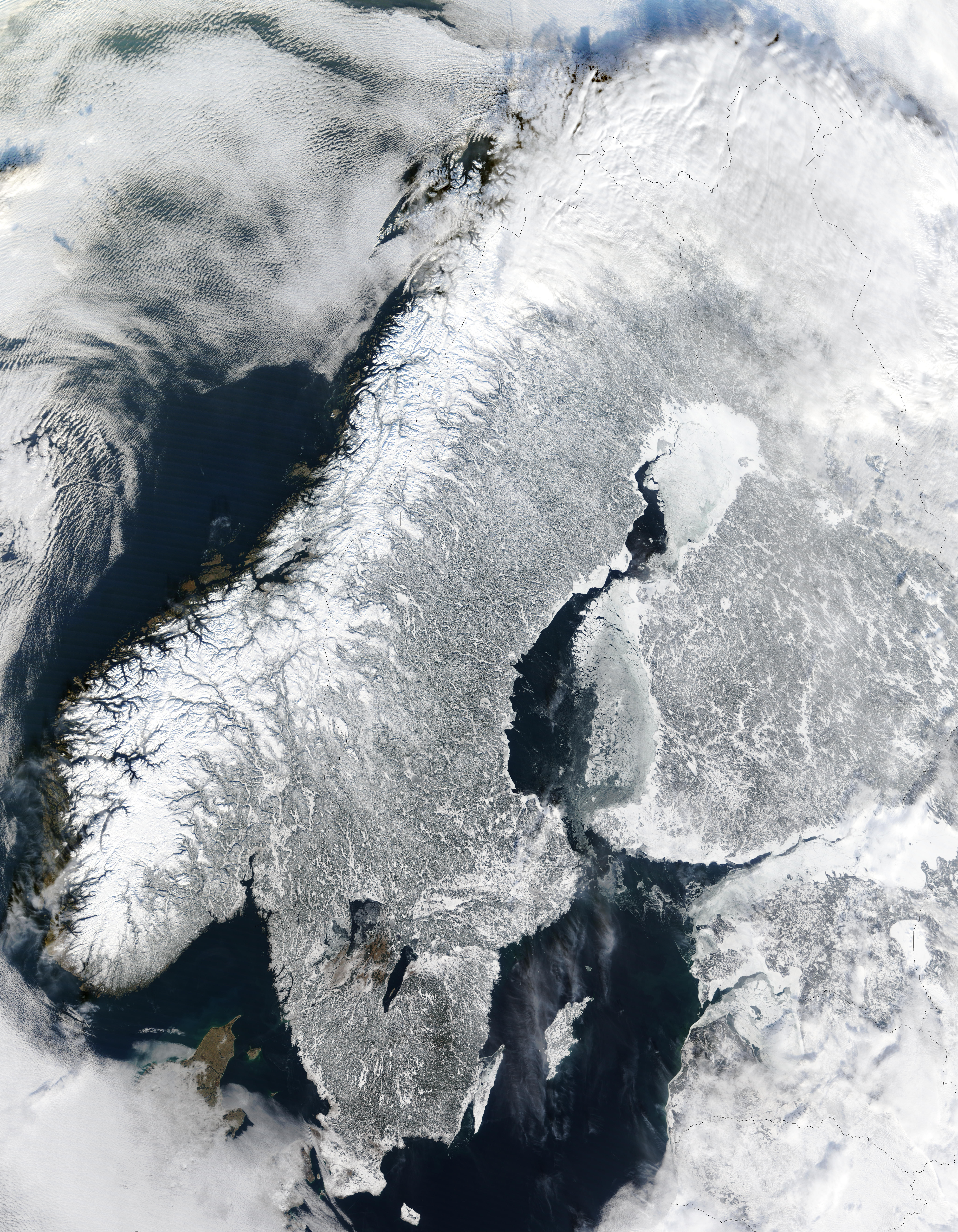
Satellitbild över Skandinavien den 19 februari 2003. Nästan hela halvön är täckt av snö.

Skandinaviska halvön med bergskedjan Skanderna är ett geografiskt område som omfattar hela Norge och Sverige.
I omvärlden inbegrips ibland hela Norden i namn som engelskans något diffusa Scandinavia eller motsvarande på andra språk. På engelska har begreppet the Nordic Countries inte fått något större genomslag, och engelskspråkiga historiker, statsvetare och andra forskare har inkluderat Finland i Scandinavia eftersom Finland har en mycket lång gemensam historia med Sverige.
Skandinavien (Skandinaviska halvön) utgör en geologisk enhet, Fennoskandia, tillsammans med Finland, Kolahalvön och Ryska Karelen.

### Klimat
Klimatet i Skandinavien är för breddgraderna mycket milt. Detta beror på främst två faktorer: dels att den nordatlantiska strömmen för med sig varmt vatten från sydliga breddgrader, dels att de förhärskande västan- eller sydvästanvindarna för med sig varm luft från väst respektive sydväst.
Vintrarna är jämfört med de på motsvarande breddgrader mycket milda, men variationerna från kusten till inlandet är mycket stora. Mildast är de vid Norges västkust där medeltemperaturen i januari ligger kring 3,5 plusgrader, medan det i de nordostliga områdena som domineras av ostliga vindar ligger medeltemperaturen i januari istället kring minus 15 grader, och i extremfall kan temperaturen i västvindsskyddade områden i Övre Norrlands inland fått temperaturer ned mot 50 minusgrader. Rekordet är 53 minusgrader i Malgovik i svenska Lappland.
Sommartid är temperaturskillnaderna mindre och större delen av halvön har julimedeltemperaturer mellan 16 och 18 plusgrader. Varmast är det i västra Danmark samt Göteborg med medeltemperaturer kring 20 grader i juli. Minst någon gång brukar varmfronter ge temperaturer över 30 grader. Rekordet är 38 plusgrader i Målilla respektive Ultuna, båda i Sverige.

## Etymologi

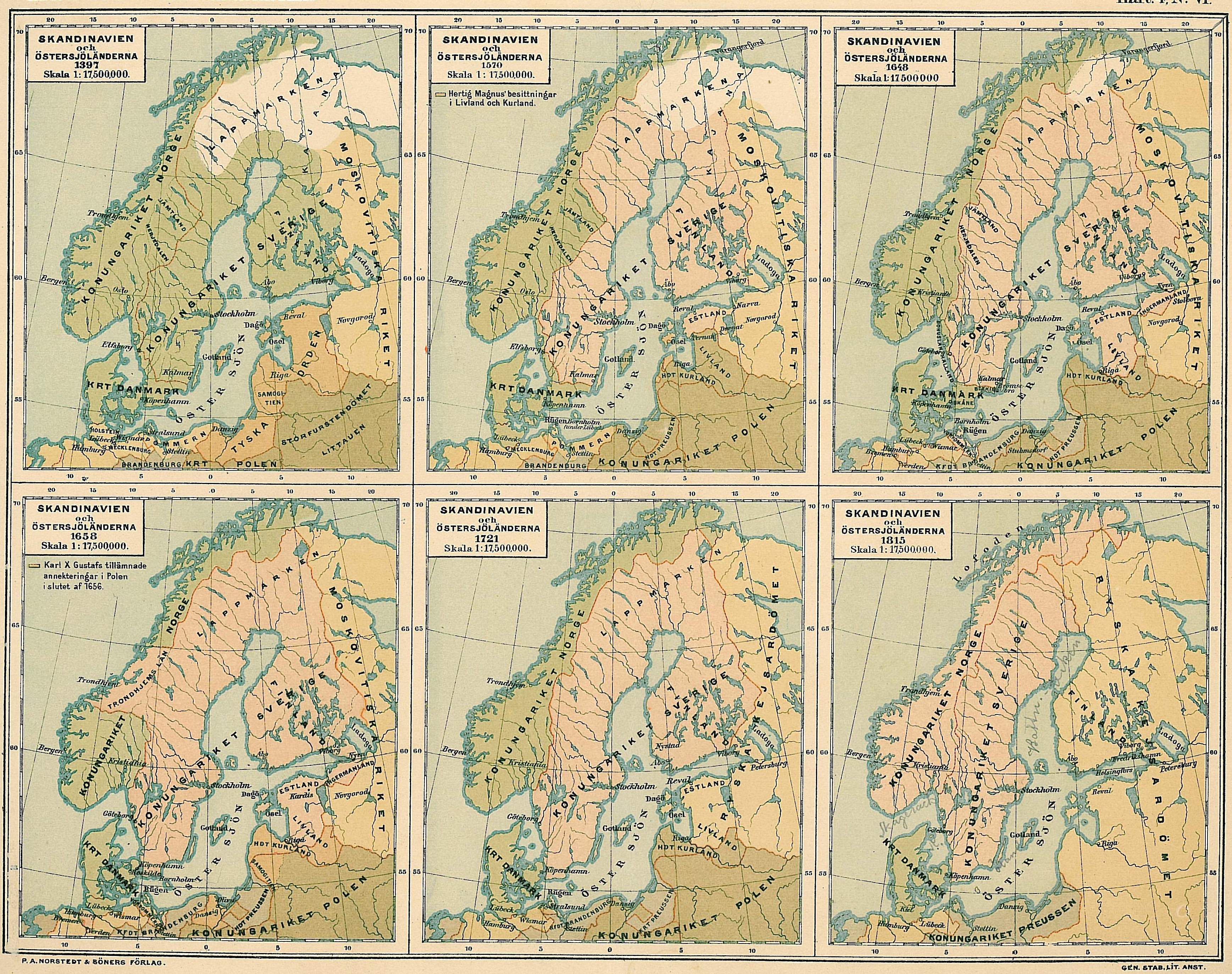
Historisk karta över Skandinaviens länder 1397–1815.

Namnet Skandinavien delar troligen etymologi med Skåne och är känt sedan antiken. Båda termerna Skandinavien och Skåne anses härstamma från den germanska roten *Skaðin-awjō, vilken senare dyker upp i fornengelska som Scedenig och i fornnorska som Skáney.

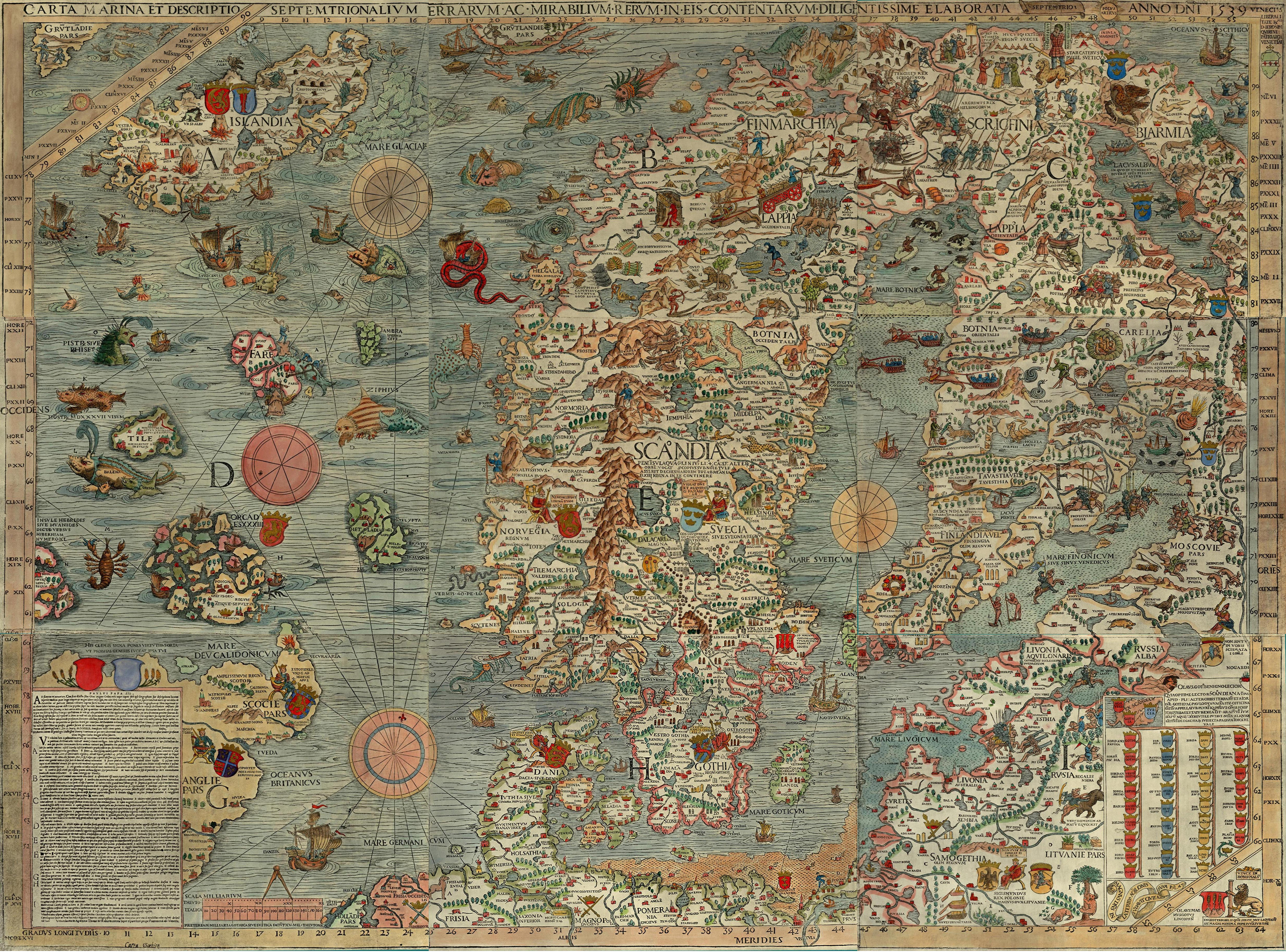
Olaus Magnus Carta Marina.

Den äldsta identifierade källan som nämner Skandinavien är Plinius den äldres (23–79 e.Kr.) Naturhistoria, som dateras till första århundradet efter Kristus. Olika referenser till regionen återfinns också i texter av Pytheas, Tacitus, Ptolemaios, Prokopios och Jordanes. Det antas att den benämning som används av Plinius är av västgermanskt ursprung, och från början avsåg Skåne. Enligt vissa forskare kan den germanska roten rekonstrueras som *Skaðan-, vilket betyder ’fara’ eller ’skada’ (engelska scathing, tyska Schaden).

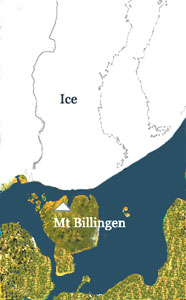
Den sena Baltiska issjön omkring 10 500 f.Kr., med ett sund nära berget Billingen, genom vad som idag är Götaland i södra Sverige.

Det andra ledet är besläktat med det nordiska ö, med innebörden ’land vid vatten eller helt eller delvis omgivet av vatten’. Ledet har rekonstruerats som *awjo, vilket betyder ’land vid vattnet’ eller ’ö’.
Namnet Skandinavien skulle i så fall betyda ”farlig ö”, vilket anses syfta på förrädiska sandbankar och rev utanför delar av Skåne. Staden Skanör i Skåne, med det långa Falsterbo rev, har samma stam, (skan) kombinerat med -ör, vilket betyder ’sandbank’ (jämför norskans ur). I den rekonstruerade germanska stammen *Skaðin-awjō anses det andra ledet ibland vara mindre säkert än det första.
Boken The American Heritage Dictionary härleder det andra ledet från protoindoeuropeiskans *akwa-, ’vatten’, med lydelsen ’land’. Det gotiska saiws, ’sjö’ är ett urgermanskt ord som begreppsmässigt omfattar både det engelska sea (hav) och det tyska See (sjö). Samtidigt så kan det andra segmentet ha en icke-indoeuropeisk etymologi, enligt forskningsprojektet Indo-European Dictionary (IEED). Enligt IEED har uraliska språk länge uppmärksammats för detta led, nämligen det finska saivo (’transparent plats i havet’) och det norsk-samiska saivvƒ (’helig sjö’ eller ’idol’).

### Plinius den äldres beskrivning
Plinius beskrivningar av Scatinavia och de omgivande områdena är inte alltid enkla att tyda. Han skriver i egenskap av romersk amiral, och berättar att den romerska flottan känner till 23 öar i detta område. Enligt Plinius är den mest kända ön Scatinavia, vars storlek är okänd och där hilleviones lever. Föreställningen att Skandinavien var en ö var utbredd bland antikens skribenter under århundradet efter Kristus och kom att dominera beskrivningar av Skandinavien under de kommande århundradena.
Plinius fortsätter med att beskriva färdvägen till Scatinavia genom att hänvisa till berget Saevo (”mons Saevo ibi”), den Kodanska bukten och det Kimbriska höglandet. De geografiska detaljerna har identifierats på olika sätt; av vissa forskare tros ”Saevo” vara den bergiga norska kusten vid Skagerraks inlopp och den Kimbriska halvön tros avse Skagen i Danmark. Såsom de beskrivs kan Saevo och Scatinavia även avse samma plats. Plinius nämner Skandinavien en andra gång: i bok VIII säger han att djuret achlis föddes på ön Scatinavia; det är ett betande djur med en stor överläpp och som även omfattar mytiska attribut.
Namnet Skandia, senare en synonym för Skandinavien, dyker också upp i Plinius Naturhistoria, där det används för en grupp av öar som placeras norr om Britannia. Skandia tycks därför inte syfta på ön Scatinavia i Plinius text. Idén att Scatinavia kan ha varit en av Scandiae-öarna introducerades istället av Ptolemaios (omkring 90–168 e.Kr.), som verkade i det romerska Alexandria. Han använde namnet Skandia för den största, östligaste av de tre Scandiae-öar som han beskrev låg öster om Jylland. Namnet Scatinavia spred sig därefter vidare geografiskt, så småningom med ett n inskjutet i assimilation med det som redan fanns.

### Germansk beskrivning
De latinska namnen i Plinius text gav upphov till olika former i medeltida germanska texter. I Jordanes (500-tal) historieskrivning över goterna används termen Scandza som namnet på deras ursprungsområde. Med Scandza åsyftades förmodligen Sydskandinavien.

## Skandinavien i modern tid
Sedan Kalmarunionens upplösning har Skandinavien aldrig varit någon politisk entitet; skandinavism var en politisk rörelse under 1800-talet, och skandinaviska myntunionen fanns under några årtionden.
Sedan 1952 finns Nordiska rådet, som omfattar hela Norden.